# Teregova
Teregova is een Roemeense gemeente in het district Caraș-Severin.
Teregova telt 4238 inwoners.